# Punat
Punat je naselje in pristanišče na otoku Krk (Hrvaška) in obenem upravno središče občine Punat; le-ta pa spada v Primorsko-goransko županijo.

## Geografija
Punat, drugo največje naselje na Krku, leži na jugovzhodni strani Puntarske (Košuljanske) drage, nedaleč stran od plitvega in ozkega preliva Usta, ob istoimenskem zalivu. Kraj sestavljata dva dela; starejše naselje, malo odmaknjeno od morja in novejši del ob morski obali.
Vhod v zaliv Punat je globok samo 3,2 m in širok okoli 180 m. (V pripravi je projekt, da se plovno korito poglobi na 4,5 m).  Burja in jugozahodni veter lahko plovbo manjših plovil otežkočita ali celo onomogočita. Plovbo v prelivu uravnavajo usmerjevalne oznake in trije svetilniki.

## Gospodarstvo
Glavna gospodarska dejavnost je turizem. V preteklosti je bila tu znana ladjedelnica, zdaj pa kraj slovi po eni največjih in najbolje opremljenih marin na vzhodni obali Jadrana. Marina Punat ima 860 privezov v morju in 300 mest na kopnem. Obiskovalcem nudi servisno delavnico, dva nepremična dvigala (5 in 10 t),  premično (30 t) dvigalo, in splavno drčo. Poleg dveh avtokampov in enega nudističnega kampa so v kraju še štirje hoteli (H.Park I., Depandansa Park II., H. Kanjat in H.Omorika)

## Zgodovina
Staro ime kraja Villa di Ponte izvira iz leta 1480. Med najstarejše zgradbe v kraju spada »stari toš«, mlin za olive, ki je bil postavljen v 18. stoletju. Župnijska cerkev, postavljena  1773, je bila 1934 pregrajena. Na koncu zaliva , ob cesti proti Krku, okoli 3 km od naselja, stoji cerkvica sv. Donata, postavljena v 9. stoletju, eden najstarejših spomenikov posebne oblike (cerkvica ima kupolo nad centralnim prostorom in dve polkrožni apsidi).

## Demografija
| Pregled števila prebivalcev po letih | Pregled števila prebivalcev po letih | Pregled števila prebivalcev po letih | Pregled števila prebivalcev po letih | Pregled števila prebivalcev po letih | Pregled števila prebivalcev po letih | Pregled števila prebivalcev po letih | Pregled števila prebivalcev po letih | Pregled števila prebivalcev po letih | Pregled števila prebivalcev po letih | Pregled števila prebivalcev po letih | Pregled števila prebivalcev po letih | Pregled števila prebivalcev po letih | Pregled števila prebivalcev po letih | Pregled števila prebivalcev po letih |
| ------------------------------------ | ------------------------------------ | ------------------------------------ | ------------------------------------ | ------------------------------------ | ------------------------------------ | ------------------------------------ | ------------------------------------ | ------------------------------------ | ------------------------------------ | ------------------------------------ | ------------------------------------ | ------------------------------------ | ------------------------------------ | ------------------------------------ |
| 1857                                 | 1869                                 | 1880                                 | 1890                                 | 1900                                 | 1910                                 | 1921                                 | 1931                                 | 1948                                 | 1953                                 | 1961                                 | 1971                                 | 1981                                 | 1991                                 | 2001                                 |
| 1241                                 | 1363                                 | 1667                                 | 2120                                 | 2372                                 | 2447                                 | 2626                                 | 2320                                 | 1958                                 | 1917                                 | 1635                                 | 1390                                 | 1546                                 | 1696                                 | 1784                                 |